# 鶯の森駅
鴬の森駅（うぐいすのもりえき）は、兵庫県川西市鴬の森町にある能勢電鉄妙見線の駅。駅番号はNS04。

## 歴史
複線化まで猪名川橋梁は現在よりも上流側に位置し、川の流れに対してほぼ直角に橋を渡していたので、線路はその手前で急曲線を描いていた。当駅の開業前にはこの橋梁の手前に矢問駅（やとうえき）が設置されていたが、それまでより車体の大きい50形電車を導入する際、ホームとの隙間が空いてしまい危険であることから廃止され、その代替として当駅が開業した。開業当初は島式の交換可能駅であった。

### 年表
- 1916年（大正5年）9月5日：滝山 - 皷ヶ滝（現・鼓滝）間に矢問駅を新設。
- 1953年（昭和28年）8月21日：矢問駅を廃止。当駅が開業[1]。
- 1967年（昭和42年）11月30日：当駅まで複線化されるのに伴い、駅を改良[4]。

## 駅構造
相対式2面2線のホームを持つ地上駅。ホームは6両分の有効長があるが、現在は4両編成の列車しか停車しないため、改札口がある山下駅寄りに停車する。
改札などは両ホームの北側に設置されている。山下駅方面行きホームは、ホームと改札口が同一平面上にあるものの、道路から改札口へは3段の階段がある。川西能勢口駅方面行きホームは改札からホームの間に8段の階段が設置されており、両ホームともバリアフリー化は考慮されていないが、川西能勢口駅方面行きホームへの階段にのみ2段式手摺が設置されている。改札内で両ホームの行き来ができないため、山下駅方面行き改札口の外側に男女別のトイレが設置されており、川西能勢口駅方面行き改札口の外側に待合コーナーが設置されている。駅舎やホームの色は「鴬の森」に因み、鶯色に統一されている。

### のりば
|      | 路線    | 行先                       |
| ---- | ------- | -------------------------- |
| 西側 | ■妙見線 | 山下・妙見口・日生中央方面 |
| 東側 | ■妙見線 | 川西能勢口・宝塚・梅田方面 |

※のりば番号は設定されていない。

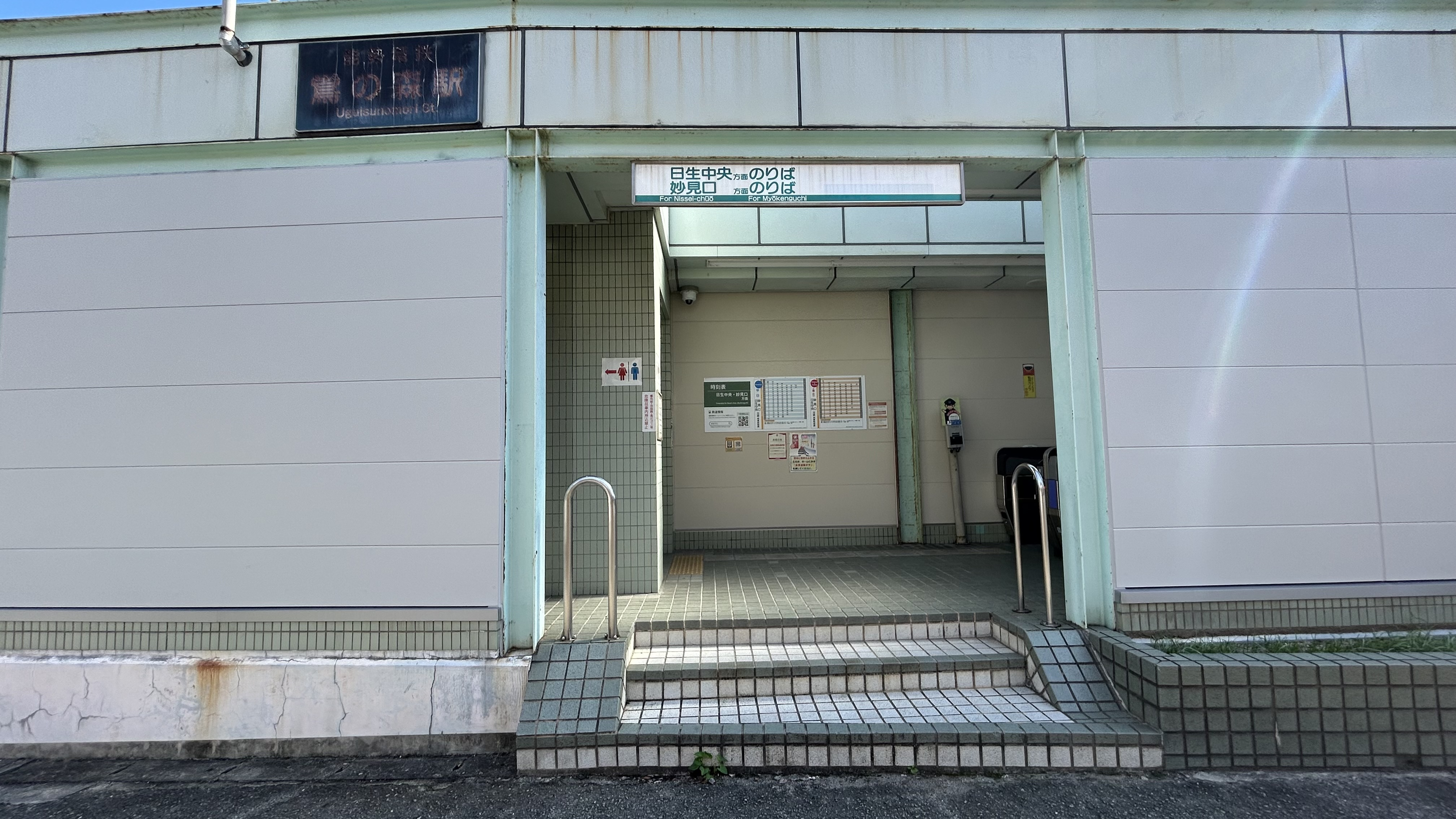
日生中央方面出入口
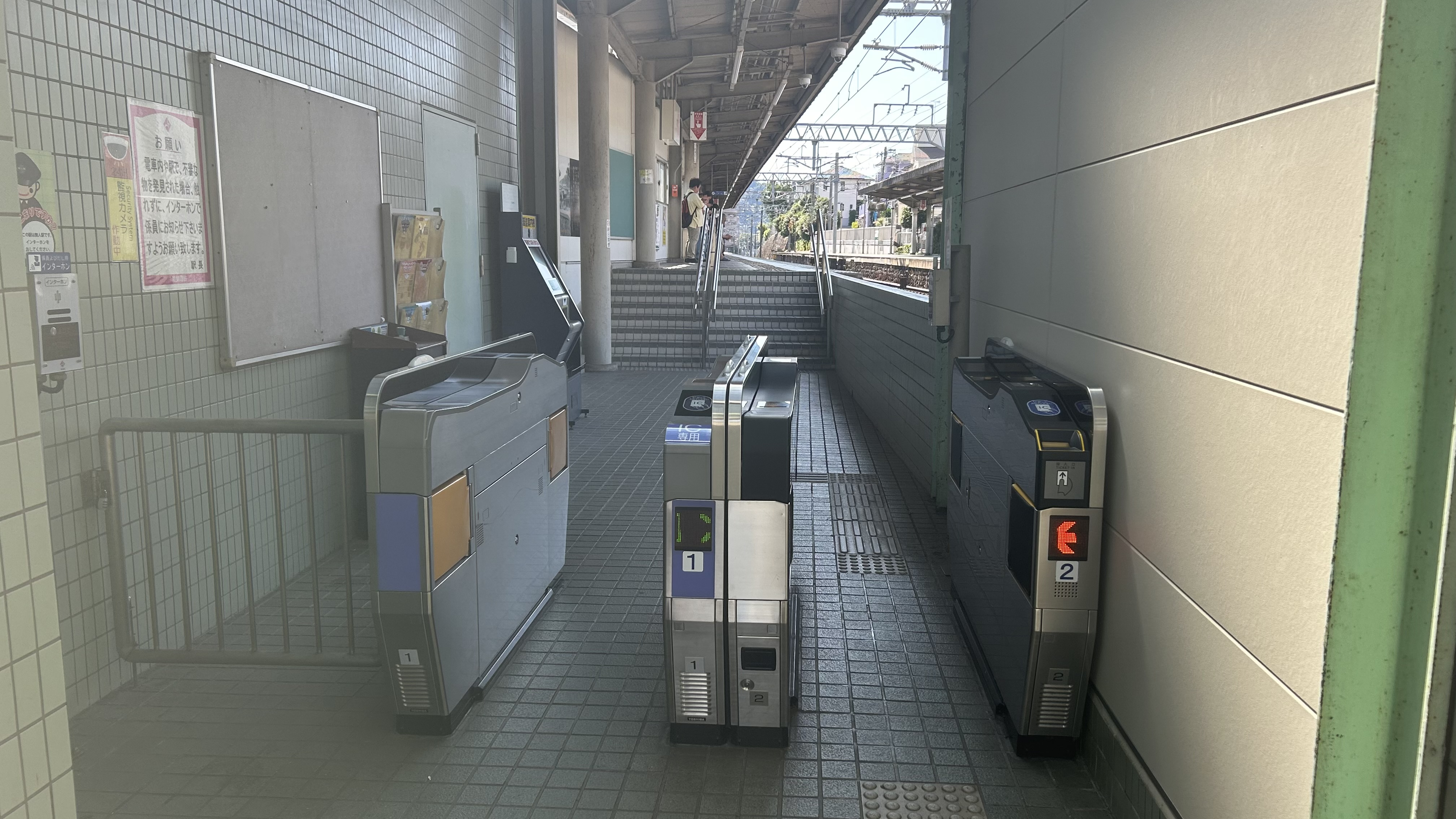
東改札口
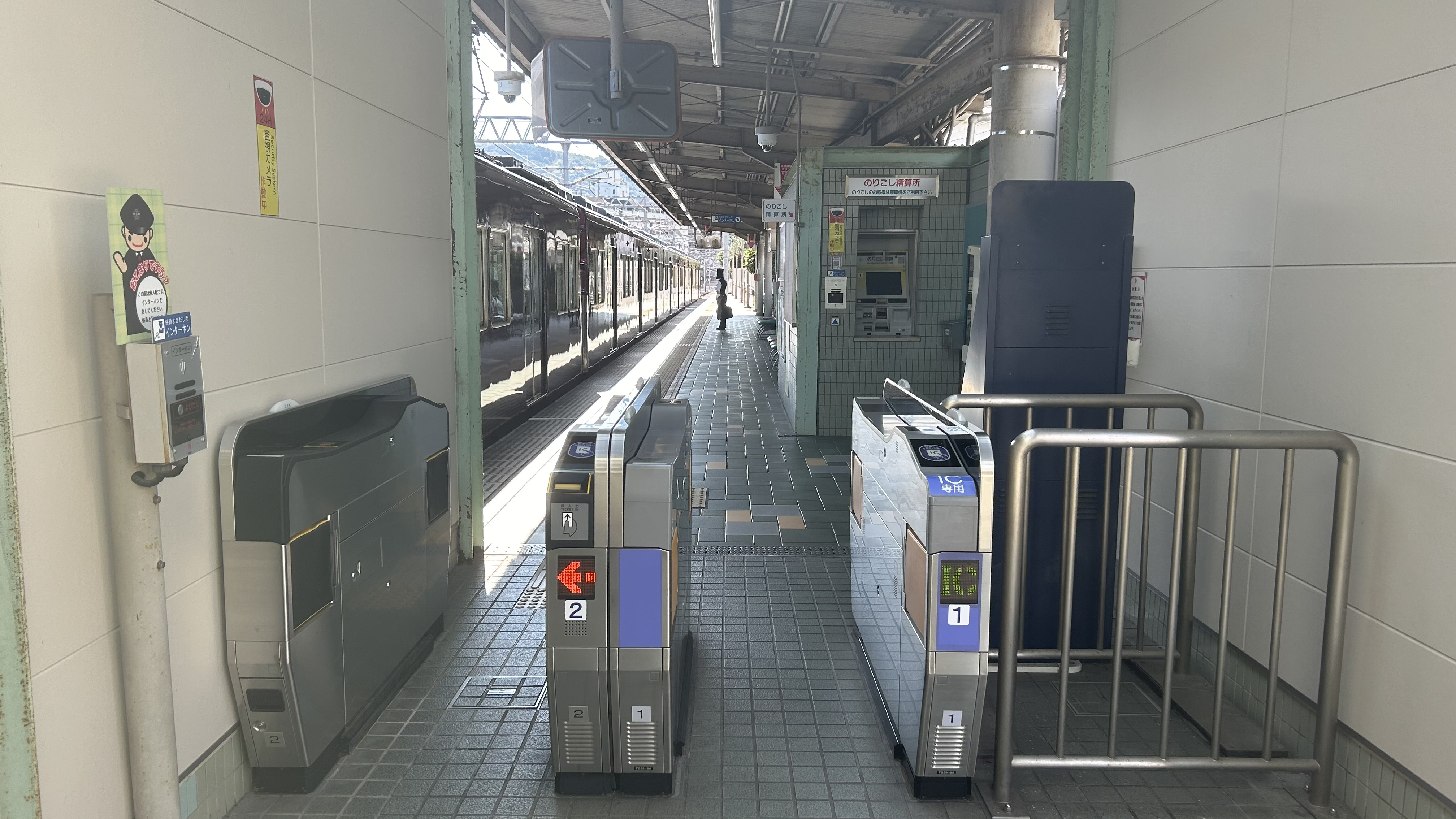
西改札口
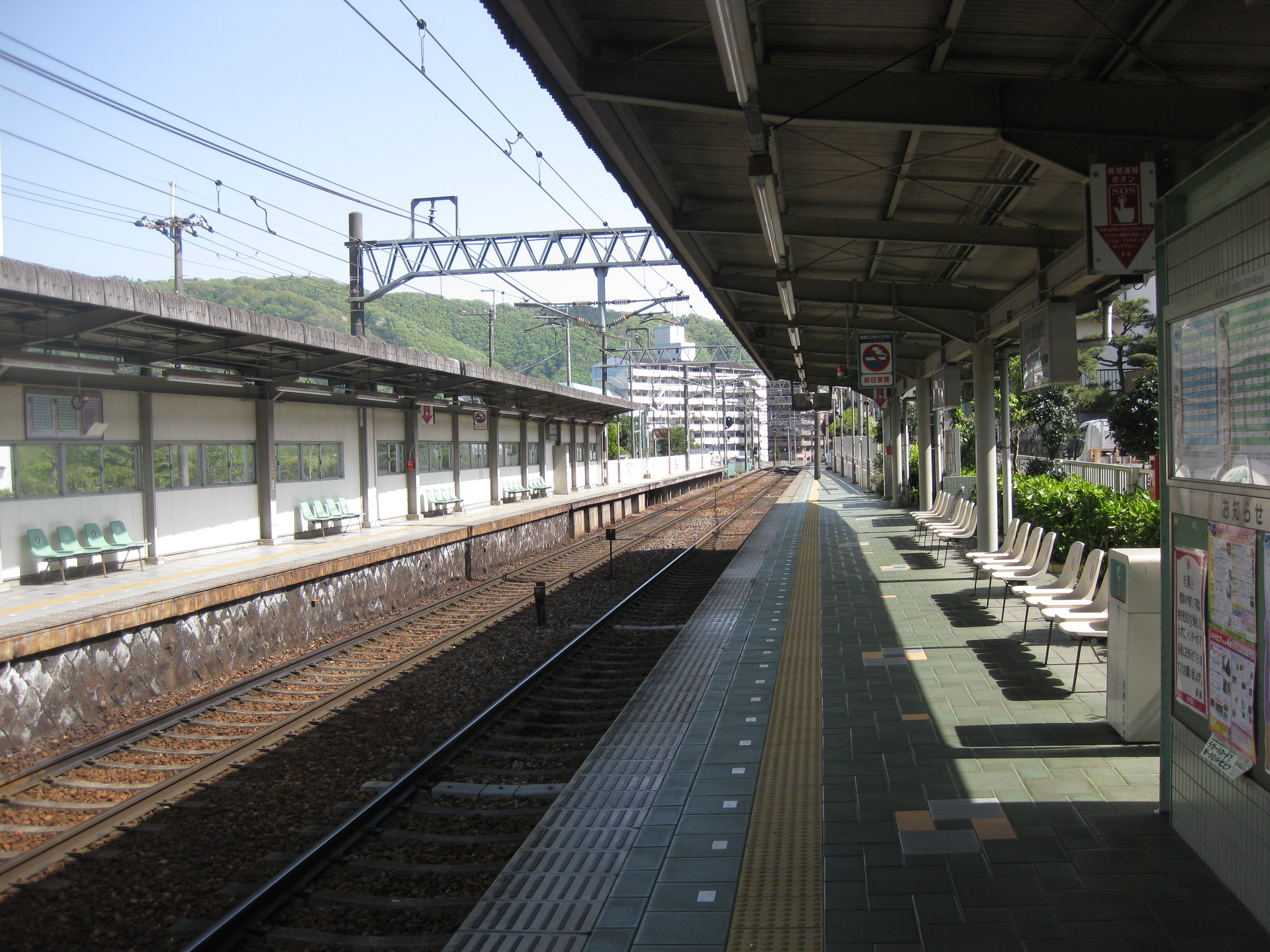
ホーム
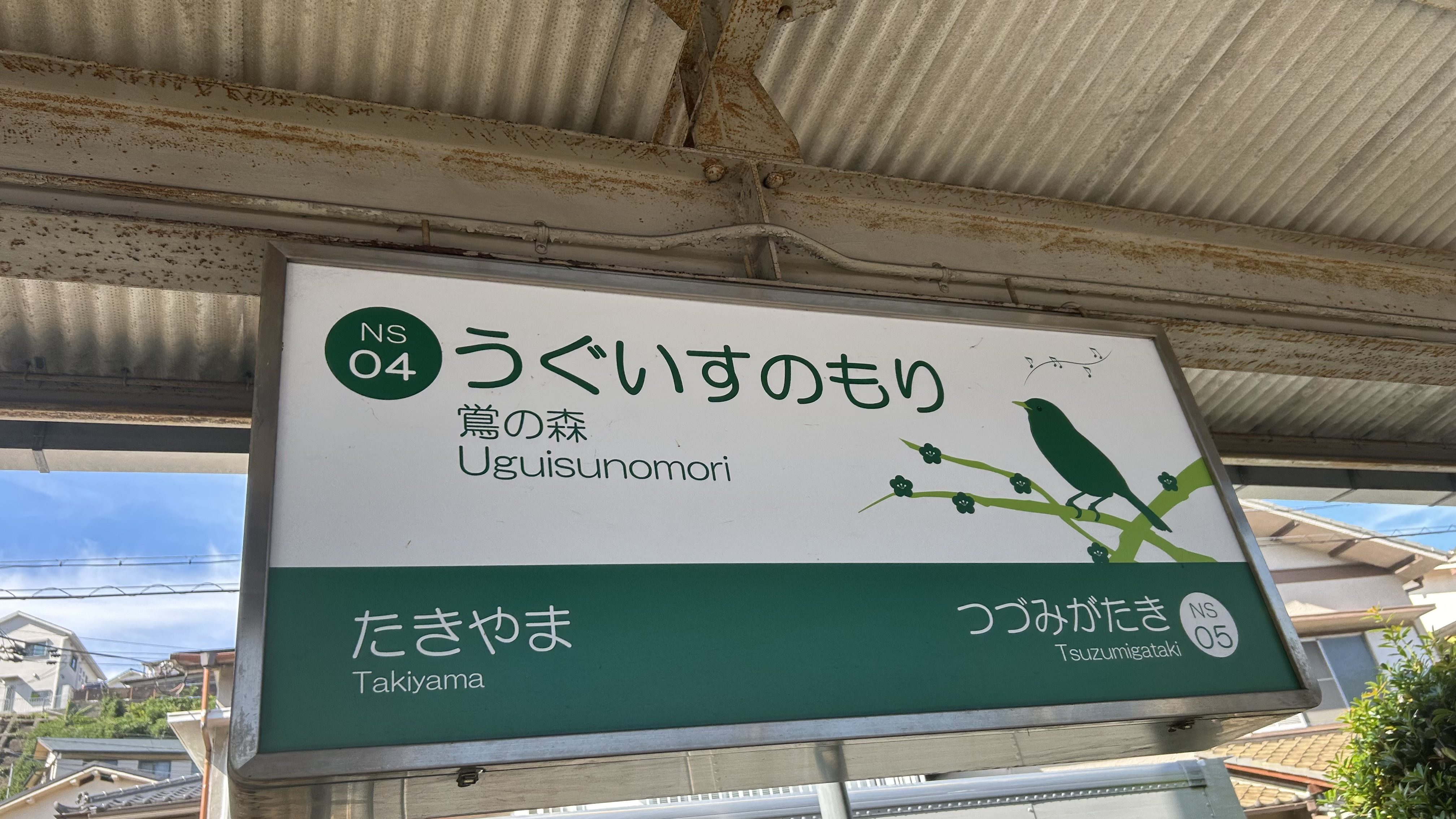
駅名標

## 利用状況
川西市統計年鑑によると、1日の平均乗車人員と乗降人員は以下の通りである。
| 年度   | 1日平均 乗車人員 | 1日平均 乗降人員 |
| ------ | ---------------- | ---------------- |
| 2013年 | 704              |                  |
| 2014年 | 647              |                  |
| 2015年 | 607              |                  |
| 2016年 | 585              |                  |
| 2017年 | 641              |                  |
| 2018年 | 600              |                  |
| 2019年 | 572              | 1,056            |
| 2020年 | 500              | 917              |
| 2021年 | 499              | 908              |
| 2022年 | 522              | 940              |
| 2023年 | 521              | 938              |

## 駅周辺
駅名は周辺に鶯の飛び交う森があったことに由来し、現在も春になると鶯がその声を響かせる。現在では住宅開発が進み､市の管理地域を除くと最後に残った場所も2003年（平成15年）に開発された。森は駅から住宅街に登る坂道の間にわずかに面影を残すのみであるが、リス、タヌキ、イタチなどがときおり姿を見せる。
1954年7月、駅前の猪名川に能勢電気軌道（現在の能勢電鉄）が遊泳場を整備し、賑わいを見せたが、1959年に発生した伊勢湾台風により壊滅し廃止された。現在でも遊泳場の跡は確認できる。
鴬の森駅を出て鶯の森隧道を抜けると、やがて能勢電鉄妙見線は猪名川を渡る。この猪名川橋梁から続く鼓滝隧道の一部にかけ、僅かながら大阪府池田市を通過する。
すぐ横を兵庫県道12号川西篠山線が併走している。阪急バスの路線も通っているが、この駅に接続するバス停は存在しない。

## 隣の駅
能勢電鉄
妙見線
■特急「日生エクスプレス」
通過
■普通
滝山駅 (NS03) - 鴬の森駅 (NS04) - 鼓滝駅 (NS05)